# بروان سیتی (میشیگان)
بروان سیتی، میشیگان (به انگلیسی: Brown City, Michigan) یک شهر در ایالات متحده آمریکا با جمعیت ۱٬۳۲۵ نفر است که در میشیگان واقع شده‌است.

## موقعیت جغرافیایی
موقعیت جغرافیایی شهرها و مناطق اطراف به شرح زیر است: